# Oscar 1987
A 59.ª cerimônia do Oscar ou Oscar 1987 (no original: 59th Academy Awards), apresentada pela Academia de Artes e Ciências Cinematográficas (AMPAS), homenageou os melhores filmes, atores e técnicos de 1986. Aconteceu em 30 de março de 1987 no Dorothy Chandler Pavilion, em Los Angeles, às 18 horas no horário local. Durante a cerimônia, foram distribuídos os prêmios da Academia em vinte e três categorias, e a transmissão ao vivo foi realizada pela rede televisiva estadunidense American Broadcasting Company (ABC), com produção de Samuel Goldwyn Jr. e direção de Marty Pasetta. Os atores Chevy Chase, Paul Hogan e Goldie Hawn foram os anfitriões do evento. Hawn, que já havia coapresentado o Oscar 1976, foi a anfitriã pela segunda vez. Enquanto isso, Chase e Hogan estrearam como apresentadores. Oito dias antes, em uma cerimônia realizada no The Beverly Hilton, em 22 de março, foi entregue o Oscar Científico ou Técnico sob apresentação de Catherine Hicks.
Platoon venceu quatro categorias, incluindo a de melhor filme. Destacaram-se também Hannah and Her Sisters e A Room with a View com três prêmios, Aliens com dois, Artie Shaw: Time Is All You've Got, De Aanslag, Children of a Lesser God, The Color of Money, Down and Out in America, The Fly, A Greek Tragedy, The Mission, Precious Images, Round Midnight, Top Gun e Women – for America, for the World com uma vitória. A apresentação televisionada contabilizou 37,19 milhões de telespectadores nos Estados Unidos.

## Indicados e vencedores
Os indicados ao Oscar 1987 foram anunciados em 14 de fevereiro de 1990 no Samuel Goldwyn Theater em Beverly Hills, Califórnia, por Robert Wise, presidente da Academia, e pelos atores Don Ameche e Anjelica Huston. Platoon e A Room with a View receberam indicações a oito categorias.
Os vencedores foram anunciados durante a cerimônia de premiação em 20 de março de 1987. Marlee Matlin tornou-se a primeira artista surda a ganhar um Oscar, além de ser a mais jovem a vencer na categoria de melhor atriz. Paul Newman, que ganhou como melhor ator, tornou-se o quarto ator a ser indicado por interpretar o mesmo personagem em dois filmes, após sua indicação em 1961 como "Fast Eddie" Felson em The Hustler. A conquista de Newman fez dele e de sua esposa, Joanne Woodward, que foi angaria como o Oscar de melhor atriz em 1957 por The Three Faces of Eve, o segundo casal a receber a estatueta nas categorias de atuação. A conquista conjunta de Artie Shaw: Time Is All You've Got e Down and Out in America em melhor documentário representou o quarto empate registrado na história do Oscar.

### Prêmios
Indica o vencedor dentro de cada categoria.
| Melhor Filme Platoon – Arnold Kopelson - Children of a Lesser God – Burt Sugarman e Patrick J. Palmer - Hannah and Her Sisters – Robert Greenhut - The Mission – Fernando Ghia e David Puttnam - A Room with a View – Ismail Merchant | Melhor Diretor Oliver Stone – Platoon - David Lynch – Blue Velvet - Woody Allen – Hannah and Her Sisters - Roland Joffé – The Mission - James Ivory – A Room with a View |
| Melhor Ator/Actor (Principal) Paul Newman – The Color of Money como "Fast Eddie" Felson - Dexter Gordon – Round Midnight como Dale Turner - Bob Hoskins – Mona Lisa como George - William Hurt – Children of a Lesser God como James Leeds - James Woods – Salvador como Richard Boyle | Melhor Atriz/Actriz (Principal) Marlee Matlin – Children of a Lesser God como Sarah Norman - Jane Fonda – The Morning After como Alex Sternbergen - Sissy Spacek – Crimes of the Heart como Babe Magrath - Kathleen Turner – Peggy Sue Got Married como Peggy Sue Bodell - Sigourney Weaver – Aliens como Ellen Ripley |
| Melhor Ator/Actor Coadjuvante/Secundário Michael Caine – Hannah and Her Sisters como Elliot - Tom Berenger – Platoon como Sgt. Bob Barnes - Willem Dafoe – Platoon como Sgt. Elias Grodin - Denholm Elliott – A Room with a View como Mr. Emerson - Dennis Hopper – Hoosiers como Wilbur "Shooter" Flatch | Melhor Atriz/Actriz Coadjuvante/Secundária Dianne Wiest – Hannah and Her Sisters como Holly - Tess Harper – Crimes of the Heart como Chick Boyle - Piper Laurie – Children of a Lesser God como Mrs. Norman - Mary Elizabeth Mastrantonio – The Color of Money como Carmen - Maggie Smith – A Room with a View como Charlotte Bartlett |
| Melhor Argumento/Roteiro Original Hannah and Her Sisters – Woody Allen - Crocodile Dundee – Paul Hogan, Ken Shadie, John Cornell ePaul Hogan - My Beautiful Laundrette – Hanif Kureishi - Platoon – Oliver Stone - Salvador – Oliver Stone e Richard Boyle | Melhor Argumento/Roteiro Adaptado A Room with a View – Ruth Prawer Jhabvala por A Room with a View de E. M. Forster - Children of a Lesser God – Hesper Anderson e Mark Medoff por Children of a Lesser God de Mark Medoff - The Color of Money – Richard Price por The Color of Money de Walter Tevis - Crimes of the Heart – Beth Henley por Crimes of the Heart - Stand by Me – Raynold Gideon e Bruce A. Evans por The Body de Stephen King |
| Melhor Filme Estrangeiro De Aanslag ( Países Baixos) – Fons Rademakers - 38 – Auch das war Wien ( Áustria) – Wolfgang Glück - 37°2 le matin ( França) – Jean-Jacques Beineix - Le Déclin de l'empire américain ( Canadá) – Denys Arcand - Vesničko má středisková ( Tchecoslováquia) – Jiří Menzel | Melhor Documentário em Longa-metragem Artie Shaw: Time Is All You've Got – Brigitte Berman e Down and Out in America – Joseph Feury e Milton Justice - Chile: Hasta Cuando? – David Bradbury - Isaac in America: A Journey with Isaac Bashevis Singer – Kirk Simon e Amram Nowak - Witness to Apartheid – Sharon I. Sopher |
| Melhor Documentário em Curta-metragem Women – for America, for the World – Vivienne Verdon-Roe - Debonair Dancers – Alison Nigh-Strelich - The Masters of Disaster – Sonya Friedman - Red Grooms: Sunflower in a Hothouse – Thomas L. Neff e Madeline Bell - Sam – Aaron D. Weisblatt | Melhor Curta-metragem Precious Images – Chuck Workman - Exit – Stefano Reali e Pino Quartullo - Love Struck – Fredda Weiss |
| Melhor Animação em Curta-metragem Greek Tragedy – Linda Van Tulden e Willem Thijssen - The Frog, the Dog and the Devil – Hugh MacDonald e Martin Townsend - Luxo Jr. – John Lasseter e William Reeves | Melhor Banda/Trilha Sonora Round Midnight – Herbie Hancock - Aliens – James Horner - Hoosiers – Jerry Goldsmith - The Mission – Ennio Morricone - Star Trek IV: The Voyage Home – Leonard Rosenman |
| Melhor Canção Original "Take My Breath Away" por Top Gun – Giorgio Moroder e Tom Whitlock - "Glory of Love" por The Karate Kid Part II – Peter Cetera, David Foster e Diane Nini - "Life in a Looking Glass" por That's Life! – Henry Mancini e Leslie Bricusse - "Mean Green Mother from Outer Space" por Little Shop of Horrors – Alan Menken e Howard Ashman - "Somewhere Out There" por An American Tail – James Horner, Barry Mann e Cynthia Weil | Melhor Edição de Som Aliens – Don Sharpe - Star Trek IV: The Voyage Home – Mark Mangini - Top Gun – Cecelia Hall e George Watters II |
| Melhor Som Platoon – John K. Wilkinson, Richard Rogers, Charles "Bud" Grenzbach e Simon Kaye - Aliens – Graham V. Hartstone, Nicolas Le Messurier, Michael A. Carter e Roy Charman - Heartbreak Ridge – Les Fresholtz, Dick Alexander, Vern Poore e William Nelson - Star Trek IV: The Voyage Home – Terry Porter, Dave Hudson, Mel Metcalfe e Gene S. Cantamessa - Top Gun – Donald O. Mitchell, Kevin O'Connell, Rick Kline e William B. Kaplan      | Melhor Direção de Arte A Room with a View – Gianni Quaranta, Brian Ackland-Snow, Brian Savegar e Elio Altramura - Aliens – Peter Lamont e Crispian Sallis - The Color of Money – Boris Leven e Karen O'Hara - Hannah and Her Sisters – Stuart Wurtzel e Carol Joffe - The Mission – Stuart Craig e Jack Stephens |
| Melhor Cinematografia/Fotografia The Mission – Chris Menges - Peggy Sue Got Married – Jordan Cronenweth - Platoon – Robert Richardson - A Room with a View – Tony Pierce-Roberts - Star Trek IV: The Voyage Home – Donald Peterman | Melhor Maquiagem/Caracterização The Fly – Chris Walas e Stephan Dupuis - The Clan of the Cave Bear – Michael Westmore e Michèle Burke - Legend – Rob Bottin e Peter Robb-King |
| Melhor Figurino/Guarda-Roupa A Room with a View – Jenny Beavan e John Bright - The Mission – Enrico Sabbatini - Otello – Anna Anni e Maurizio Millenotti - Peggy Sue Got Married – Theadora Van Runkle - Pirates – Anthony Powell | Melhor Edição/Montagem Platoon – Claire Simpson - Aliens – Ray Lovejoy - Hannah and Her Sisters – Susan E. Morse - The Mission – Jim Clark - Top Gun – Billy Weber e Chris Lebenzon |
| Melhores Efeitos Visuais Aliens – Robert Skotak, Stan Winston, John Richardson e Suzanne M. Benson - Little Shop of Horrors – Lyle Conway, Bran Ferren e Martin Gutteridge - Poltergeist II: The Other Side – Richard Edlund, John Bruno, Garry Waller e William Neil | |

### Oscar Honorário
- A Ralph Bellamy; "em reconhecimento ao seu talento incomparável e dedicação à carreira de ator".[15]

### Prêmio Memorial Irving G. Thalberg
- Steven Spielberg[16]

### Filmes com mais prêmios e indicações
| Indicações | Filme                         |
| ---------- | ----------------------------- |
| 8          | Platoon                       |
| 8          | A Room with a View            |
| 7          | Aliens                        |
| 7          | Hannah and Her Sisters        |
| 7          | The Mission                   |
| 5          | Children of a Lesser God      |
| 4          | The Color of Money            |
| 4          | Star Trek IV: The Voyage Home |
| 4          | Top Gun                       |
| 3          | Crimes of the Heart           |
| 3          | Peggy Sue Got Married         |
| 2          | Hoosiers                      |
| 2          | Little Shop of Horrors        |
| 2          | Round Midnight                |
| 2          | Salvador                      |

| Vitórias | Filme                  |
| -------- | ---------------------- |
| 4        | Platoon                |
| 3        | Hannah and Her Sisters |
| 3        | A Room with a View     |
| 2        | Aliens                 |

## Apresentadores e atrações musicais
As seguintes personalidades apresentaram categorias ou realizaram números individuais:

### Apresentadores (em ordem de aparição)
| Nome(s)                                | Função                                                                      |
| -------------------------------------- | --------------------------------------------------------------------------- |
| Hank Simms                             | Anunciou o início da cerimônia                                              |
| Robert Wise                            | Deu boas-vindas aos convidados da cerimônia                                 |
| Shirley MacLaine                       | Apresentou a categoria de melhor roteiro original e melhor roteiro adaptado |
| Marlee Matlin                          | Apresentou a categoria de melhor som                                        |
| Don Ameche Anjelica Huston             | Apresentaram a categoria de melhor atriz coadjuvante                        |
| Chevy Chase                            | Apresentou a categoria de melhor edição de som                              |
| Lauren Bacall                          | Apresentou a categoria de melhor figurino                                   |
| Christopher Reeve Isabella Rossellini  | Apresentaram a categoria de melhor direção de arte                          |
| Jennifer Jones                         | Apresentou a categoria de melhor fotografia                                 |
| Helena Bonham Carter Matthew Broderick | Apresentaram a categoria de melhor documentário de curta-metragem           |
| Richard Dreyfuss                       | Apresentou o Prêmio Memorial Irving G. Thalberg a Steven Spielberg          |
| Leonard Nimoy William Shatner          | Apresentaram a categoria de melhores efeitos visuais                        |
| Oprah Winfrey                          | Apresentou a categoria de melhor documentário                               |
| Jeff Bridges Sigourney Weaver          | Apresentaram a categoria de melhor ator coadjuvante                         |
| Bernadette Peters                      | Apresentou a categoria de melhor canção original                            |
| Bette Midler                           | Apresentou a categoria de melhor trilha sonora                              |
| Bugs Bunny Tom Hanks                   | Apresentaram a categoria de melhor animação em curta-metragem               |
| Rodney Dangerfield                     | Apresentou a categoria de melhor maquiagem                                  |
| Sônia Braga Michael Douglas            | Apresentaram a categoria de melhor curta-metragem                           |
| William Hurt                           | Apresentou a categoria de melhor atriz                                      |
| Molly Ringwald                         | Apresentou a categoria de melhor edição                                     |
| Anthony Quinn                          | Apresentou a categoria de melhor filme estrangeiro                          |
| Karl Malden                            | Apresentou o Oscar Honorário a Ralph Bellamy                                |
| Elizabeth Taylor                       | Apresentou a categoria de melhor diretor                                    |
| Bette Davis                            | Apresentou a categoria de melhor ator                                       |
| Dustin Hoffman                         | Apresentou a categoria de melhor filme                                      |

### Atrações musicais (em ordem de aparição)
| Nome(s)                                             | Atração                                                         |
| --------------------------------------------------- | --------------------------------------------------------------- |
| Lionel Newman                                       | Orquestra                                                       |
| Coral do Oscar Dom DeLuise Pat Morita Telly Savalas | "Fugue for Tinhorns", de Guys and Dolls                         |
| Bernadette Peters                                   | Cantou trechos das canções indicadas a melhor canção original   |
| Natalie Cole James Ingram                           | "Somewhere Out There", de An American Tail                      |
| Peter Cetera                                        | "Glory of Love", de The Karate Kid, Part II                     |
| Melba Moore Lou Rawls                               | "Take My Breath Away", de Top Gun                               |
| Tony Bennett                                        | "Life in a Looking Glass", de That's Life!                      |
| Levi Stubbs                                         | "Mean Green Mother from Outer Space", de Little Shop of Horrors |
| Coral do Oscar                                      | "Fugue for Tinhorns" durante o encerramento                     |

## Cerimônia
Com o objetivo de recuperar o interesse do público pela premiação e conter a queda na audiência, a Academia contratou Samuel Goldwyn Jr. em dezembro de 1986 para produzir, pela primeira vez, a transmissão televisiva. Em março do ano seguinte, o comediante Chevy Chase, a atriz Goldie Hawn e o ator Paul Hogan foram selecionados para ser os anfitriões do Oscar de 1987. De acordo com informações divulgadas pela imprensa, Robin Williams chegou a ser anunciado como co-apresentador da cerimônia, mas precisou abrir mão do convite por conta de seu compromisso com as filmagens do longa Good Morning, Vietnam.
Reduzir o tempo da transmissão para cerca de três horas figurava entre os maiores objetivos de Goldwyn. Aos jornalistas, explicou que os discursos não poderiam ultrapassar 45 segundos: "nesse ponto a luz da câmera começaria a piscar, ficaria vermelha aos 55 segundos e, ao completar um minuto, haveria corte automático". Em categorias com mais de um vencedor, sugeriu a escolha de um representante. Em vez de apresentar individualmente cada faixa indicada a melhor canção original, as cinco foram apresentadas juntas em um número musical, com Bernadette Peters cantando trechos de cada uma. Embora tenha havido a tentativa de Goldwyn de realizar uma cerimônia separada para documentários e curtas-metragens, o Conselho de Governadores da AMPAS manteve as categorias na transmissão principal.
Outros profissionais também estiveram envolvidos na produção da cerimônia, com a figurinista Theoni V. Aldredge sendo contratada como consultora de moda e supervisionando um segmento de "desfile de moda" apresentando os cinco indicados à categoria de melhor figurino. Lionel Newman atuou como diretor musical e maestro do evento. Os atores Dom DeLuise, Pat Morita e Telly Savalas cantaram "Fugue for Tinhorns”, do musical Guys and Dolls, no início da cerimônia.

### Bilheteria dos filmes indicados
No dia do anúncio dos filmes indicados, em 11 de fevereiro, o valor bruto somado pelas cinco obras na categoria principal era de 119 milhões de dólares, média de 23,9 milhões por filme. Platoon assegurou a maior bilheteria entre os aparentes no Oscar 1987, totalizando 39,3 milhões de dólares em recibos do mercado doméstico. Em seguida, aparecem Hannah and Her Sisters (35,4 milhões); Children of a Lesser God (22,1 milhões); A Room with a View (11,5 milhões) e, finalmente, The Mission (11,1 milhões de dólares).
Dos cinquenta filmes mais lucrativos do ano de 1986, dezessete obras indicadas à cerimônia aparecem na lista: Top Gun (1.º), Crocodile Dundee (2.º), The Karate Kid Part II (3.º), Star Trek IV: The Voyage Home (4.º), An American Tail (5.º), Aliens (6.º), The Color of Money (11.º), Stand By Me (12.º), Heartbreak Ridge (17.º), Peggy Sue Got Married (18.º), Poltergeist II: The Other Side (19.º), The Fly (22.º), Platoon (23.º), Hannah and Her Sisters (29.º), Little Shop of Horrors (30.º), The Morning After (38.º) e Crimes of the Heart (43.º).

### Avaliação em retrospecto
O show recebeu, em sua maioria, críticas variadas de publicações da mídia. O colunista Jerry Roberts, do Daily Breeze, comentou: "Todo esse caos parecia um espetáculo absurdo que tomou proporções gigantescas, tornando-se um festival de egos e exageros, tomada por publicidade exagerada". Ainda que Chase e Hawn tenham se esforçado para animar o evento, Roberts afirmou: "O formalismo excessivo acabou por dominá-los por completo". Tom Shales, crítico de televisão do The Washington Post, escreveu que "como sempre, a cerimônia do Oscar foi marcada por deslizes, cenários exagerados, diálogos desconexos e, como tem sido frequente nos últimos anos, raras surpresas capazes de emocionar ou cativar o público". Segundo o mesmo, o segmento que apresentava os indicados a melhor figurino tornou a cerimônia mais lenta. A crítica de cinema do The Philadelphia Inquirer, Carrie Rickey, observou: "Quanto ao ritmo, a cerimônia do Oscar lembrava uma corrida de lesmas e caracóis". Acrescentando que "A 'oscaresclerose' é o principal problema do evento, consequência de uma transmissão televisiva sobrecarregada e novamente repleta de números musicais ao estilo Vegas".
Outros meios de comunicação foram mais favoráveis. O crítico de cinema John Hartl, do The Seattle Times, destacou que a cerimônia "teve um ótimo ritmo e contou com comediantes e trechos de filmes cômicos". Elogiou ainda a escolha do produtor Goldwyn de incluir humoristas como Chase e apresentadores como Rodney Dangerfield, que contribuíram para "manter o evento leve e divertido". A colunista do The New York Times, Janet Maslin, escreveu: "A transmissão se destacou por ser mais concisa, diversificada e ágil do que nos últimos anos", e observou que, sem o toque cômico de Hogan e Chase, "soaria claramente sem graça". Segundo Michael Burkett, do Orange County Register, "o Oscar 1987, exibido na segunda-feira à noite, foi quase impecável: divertido, ágil, com mínima cafonice ou exageros, cheio de nostalgia e com trechos de filmes criteriosamente selecionados".

### Recepção e audiência
Em seu país de origem, a transmissão da ABC atraiu uma média de 37,19 milhões de telespectadores no decorrer do evento, queda de 2% em relação à audiência do Oscar 1986. Pelo Nielsen Ratings, obteve números superiores à edição anterior, com 27,5% dos televisores sintonizados na rede, total de 43 pontos. Vários veículos de comunicação destacaram que a transmissão registrou audiência superior à final do Campeonato de Basquetebol Masculino da NCAA da Divisão I de 1987, exibida pela CBS na mesma noite.